# 6310 Jankonke
A 6310 Jankonke (ideiglenes jelöléssel 1990 KK) egy kisbolygó a Naprendszerben. Eleanor F. Helin fedezte fel 1990. május 21-én.